# Babimost (gmina)
Babimost – gmina miejsko-wiejska w województwie lubuskim, w powiecie zielonogórskim. W latach 1975–1998 gmina położona była w województwie zielonogórskim.
Siedzibą władz gminy jest miasto Babimost.
Według danych z 30 czerwca 2004 gminę zamieszkiwało 6506 osób. Natomiast według danych z 31 grudnia 2017 roku gminę zamieszkiwało 6190 osób.

## Ochrona przyrody
Na obszarze gminy znajduje się rezerwat przyrody Laski chroniący cenne fitocenozy grądowe, łęgowe i olsowe oraz w celu prowadzenia badań nad powstawaniem form przejściowych.

## Struktura powierzchni
Według danych z roku 2002 gmina Babimost ma obszar 92,75 km², w tym:
- użytki rolne: 48%
- użytki leśne: 35%

Gmina stanowi 5,91% powierzchni powiatu.

## Demografia

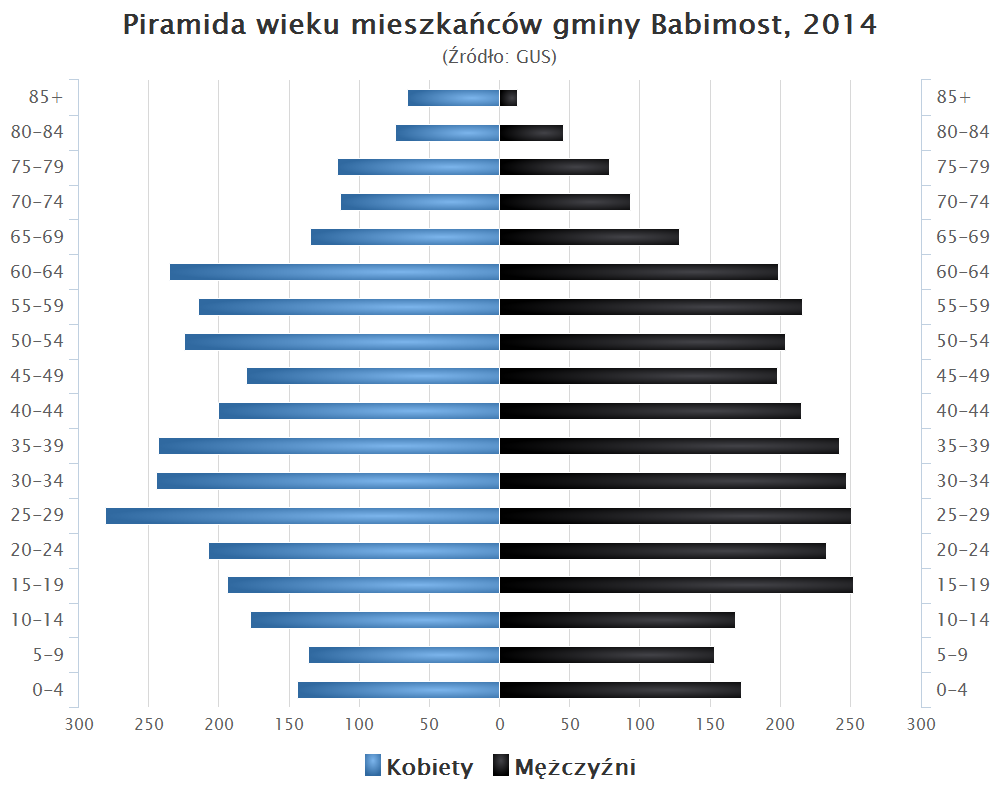
Piramida wieku mieszkańców gminy Babimost w 2014 roku

Dane z 30 czerwca 2004:
| Opis                              | Ogółem | Ogółem | Kobiety | Kobiety | Mężczyźni | Mężczyźni |
| --------------------------------- | ------ | ------ | ------- | ------- | --------- | --------- |
| jednostka                         | osób   | %      | osób    | %       | osób      | %         |
| populacja                         | 6383   | 100    | 3275    | 50,3    | 3231      | 49,7      |
| gęstość zaludnienia (mieszk./km²) | 70,1   | 70,1   | 35,3    | 35,3    | 34,8      | 34,8      |

## Odznaczenia
- 2015: Odznaka Honorowa „Za zasługi dla województwa lubuskiego”[6]

## Sąsiednie gminy
Kargowa, Siedlec, Sulechów, Szczaniec, Zbąszynek, Zbąszyń

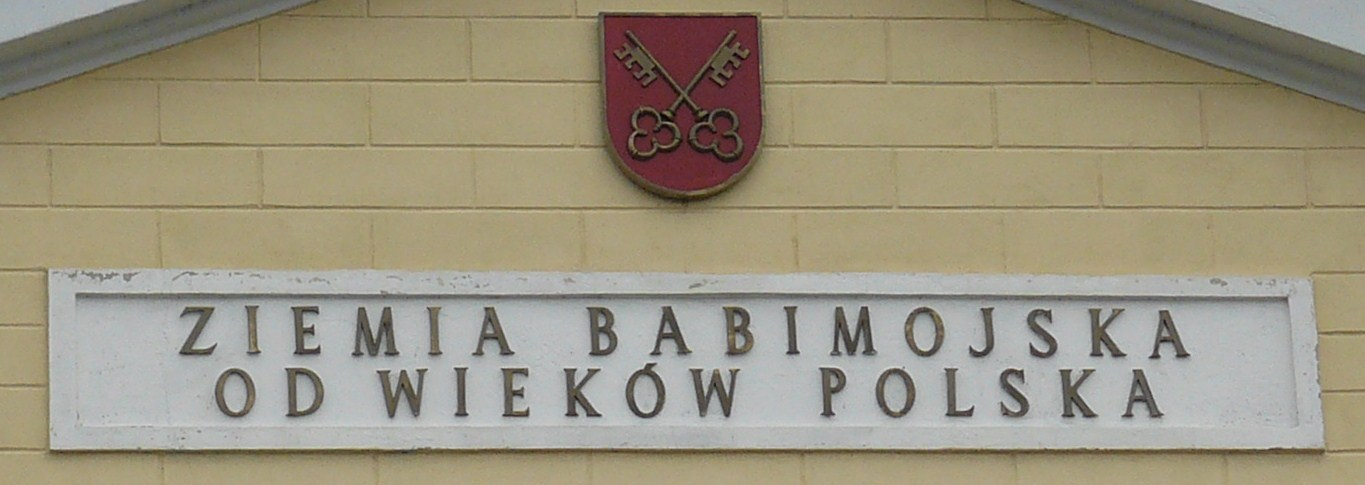
Hasło na ratuszu w Babimoście